# Función de Rosenbrock

La trama de la Rosenbrock en función de dos variables. Aquí y el valor mínimo de cero es en.

La función de Rosenbrock es una función no convexa utilizada como problema de prueba del rendimiento para algoritmos de optimización que se introdujo por Howard H. Rosenbrock en 1960. Es también conocida como Rosenbrock la función del valle o la función del plátano.
El mínimo global está dentro de un valle plano, largo, estrecho y de forma parabólica. Encontrar el valle es trivial. Sin embargo, converger al mínimo global es difícil.
La función está definida por:
{\displaystyle f(x,y)=(a-x)^{2}+b(y-x^{2})^{2}}
Tiene un mínimo global en {\displaystyle (x,y)=(a,a^{2})}, donde {\displaystyle f(x,y)=0}. Generalmente {\displaystyle a=1} y {\displaystyle b=100}. Sólo en el caso trivial de {\displaystyle a=0} la función es simétrica y el mínimo está en el origen.

## Generalizaciones multidimensionales

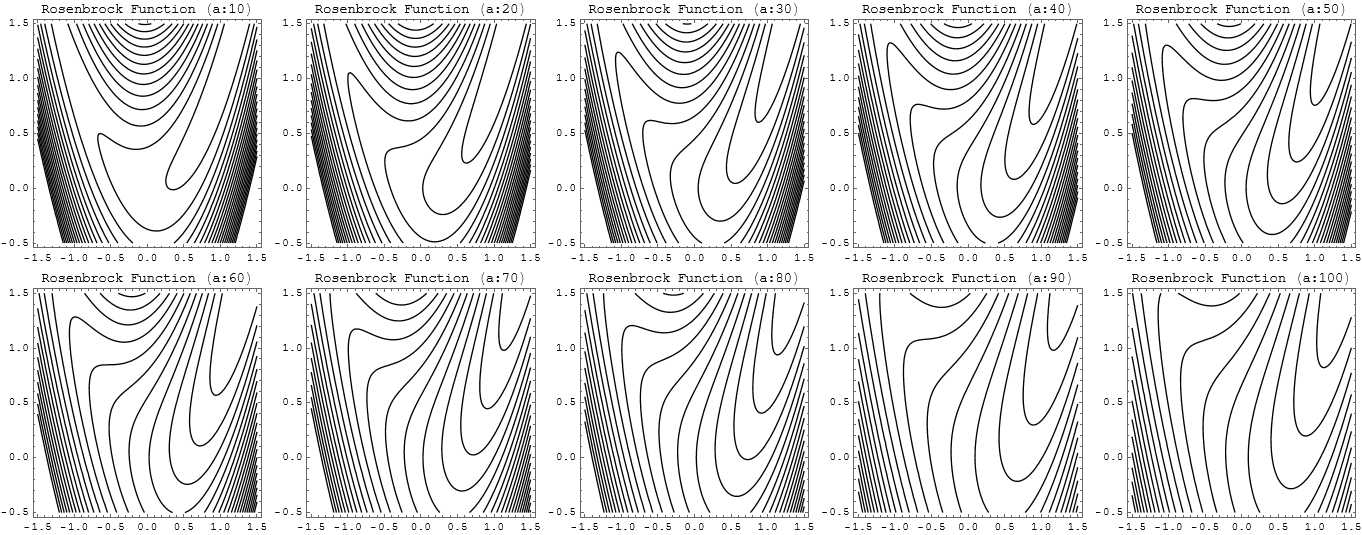
Gráficos Implícitos de la función de Rosenbrock siendo b=100 y a variable.

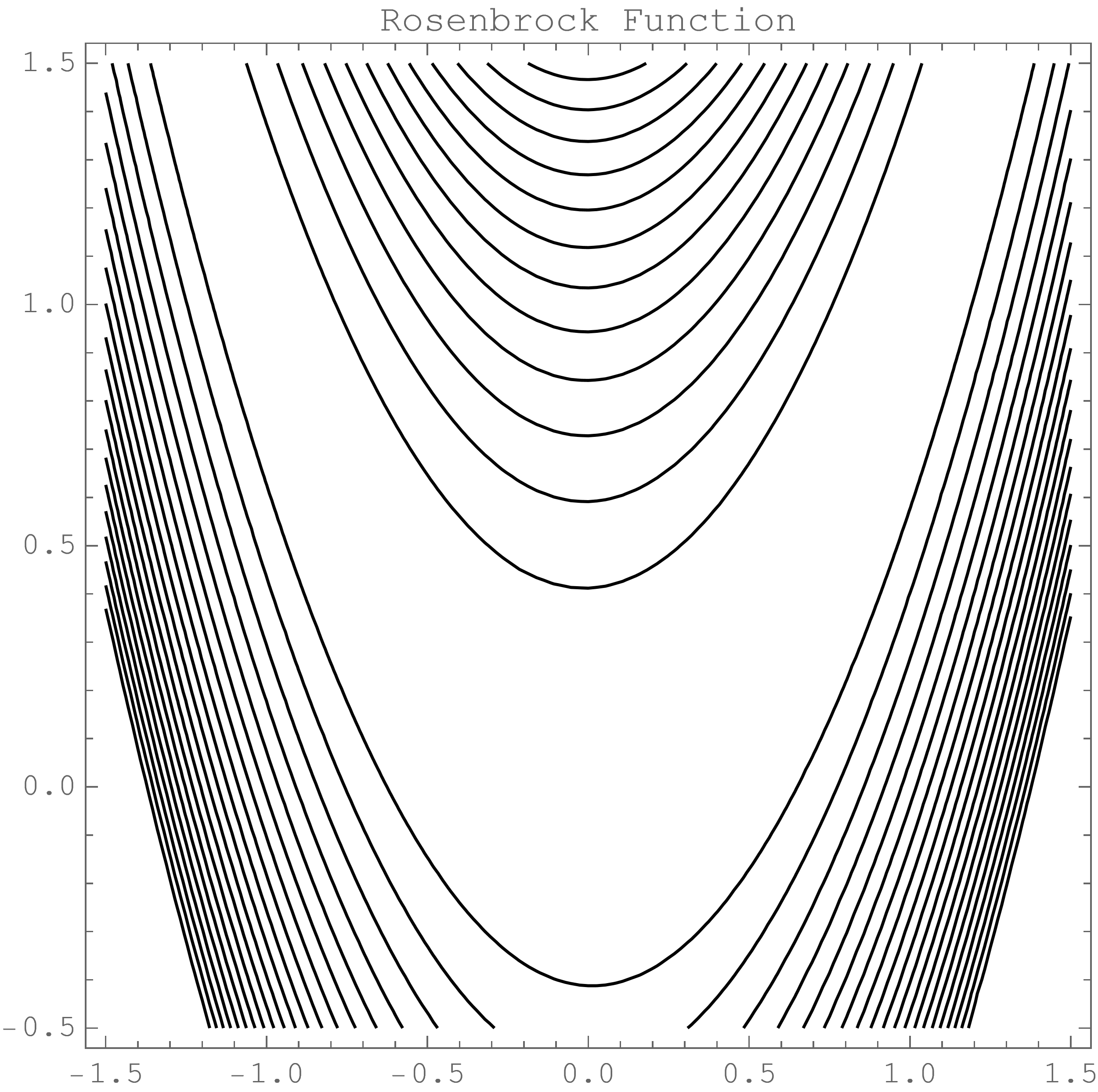
Gráfico Implícito de la función de Rosenbrock siendo a=1 y b=100.

Se pueden encontrar dos variantes. Una es la suma de {\displaystyle N/2} de los problemas 2D de Rosenbrock :
{\displaystyle f(\mathbf {x} )=f(x_{1},x_{2},\dots ,x_{N})=\sum _{i=1}^{N/2}\left[100(x_{2i-1}^{2}-x_{2i})^{2}+(x_{2i-1}-1)^{2}\right].}
Esta variante sólo se define para pares {\displaystyle N} y tiene soluciones predeciblemente simples.
Una variante más implicada es:
{\displaystyle f(\mathbf {x} )=\sum _{i=1}^{N-1}100(x_{i+1}-x_{i}^{2})^{2}+(1-x_{i})^{2}\quad {\mbox{donde}}\quad \mathbf {x} =[x_{1},\ldots ,x_{N}]\in \mathbb {R} ^{N}.}
Se ha demostrado que esta variante tiene exactamente un mínimo para {\displaystyle N=3} (at {\displaystyle (1,1,1)}) y exactamente dos mínimos para {\displaystyle 4\leq N\leq 7}— mínimo global de todos y un mínimo local cerca de {\displaystyle (x_{1},x_{2},\dots ,x_{N})=(-1,1,\dots ,1)}. Este resultado se obtiene ajustando el gradiente de la función igual a cero, notando que la ecuación resultante es una función racional de {\displaystyle x}. Para los pequeños {\displaystyle N} los polinomios se pueden determinar exactamente y el teorema de Sturm se puede utilizar para determinar el número de raíces verdaderas, mientras que las raíces pueden ser limitadas en la región de {\displaystyle |x_{i}|<2.4}.
Para mayor {\displaystyle N} este método se descompone debido al tamaño de los coeficientes implicados.